# Yucatángärdsmyg
Yucatángärdsmyg (Campylorhynchus yucatanicus) är en fågel i familjen gärdsmygar inom ordningen tättingar.

## Utbredning och systematik
Fågeln förekommer i arida låglänta områden nära kusten i sydöstra Mexiko (norra Yucatánhalvön). Den behandlas som monotypisk, det vill säga att den inte delas in i några underarter.

## Status
IUCN kategoriserar arten som nära hotad.